# Pyramidella crenulata
Pyramidella crenulata är en snäckart som först beskrevs av Edward Morell Holmes 1860.  Pyramidella crenulata ingår i släktet Pyramidella och familjen Pyramidellidae. Inga underarter finns listade i Catalogue of Life.